# Венусталер
Венусталер (нім. Venustaler, дослівно — «Венерин талер») — назва пам'ятних широких шауталерів 1622 року, викарбуваних на згадку про заснування Магдебурга. На аверсі зображений засновник міста імператор Священної Римської імперії Оттон I Великий (962-973) на коні, на реверсі — візок, запряжений парою голубів і парою лебедів, на якій стоять оголені Венера і три грації. У народі монета одержала назву нім. Hurenkarrentaler , що у вільному перекладі означає «талер з возом повій».
Віршований напис під возом Venus die heydnisch Göttin zart/so blos hier angebettet ward. / Nun ist gottlob das göttlich Wort / Hegegen gepflanzt an dis Ort» перекладається як «Венера, ніжна язичницька богиня, тут шанована була у своїй наготі. Нині, хвала Господу, тут посіяно слово боже».
До венусталерів відносяться монети номіналом в 1, 1½, 2 (один тип у вигляді звичайної монети, другий - кліппи) і 3 талери, а також 10 дукатів.